# فرانسوا میتران
فرانسوا موریس آدرین ماری میتِران (به فرانسوی: François Maurice Adrien Marie Mitterrand) (زاده ۲۶ اکتبر ۱۹۱۶ – درگذشته ۸ ژانویهٔ ۱۹۹۶)، سیاست‌مدار اهل فرانسه بود. میتران بیست و یکمین رئیس‌جمهور فرانسه بود. او به مدت ۱۴ سال از سال ۱۹۸۱ تا ۱۹۹۵ میلادی این مقام را در اختیار داشت. او نخستین کسی بود که به نمایندگی از حزب سوسیالیست فرانسه به مقام ریاست‌جمهوری رسید. فرانسوا میتران در ۸ ژانویه ۱۹۹۶، در سن ۷۹ سالگی بر اثر سرطان پروستات درگذشت.
از فیلم‌ها یا برنامه‌های تلویزیونی که وی در آن نقش داشت، می‌توان به لومیر و شرکا اشاره کرد. وی همچنین برنده جوایزی همچون لژیون دونور شده‌است.

## سیاست
پس از جنگ، چند سالی در دهه‌های ۴۰ و ۵۰ وزیر از جمله وزیر امور سربازان بازنشسته، وزارت شهرستان‌ها و قلمروهای ماورابحار فرانسه، نماینده در شورای اروپا، وزیر کشور و وزیر دادگستری بود.
در سال‌های ۱۹۶۵ و ۱۹۷۴ نامزد ریاست‌جمهوری شد که هر دو ناموفق بود. اما در رقابت‌های انتخاباتی در ۱۹۸۱ موفق شد والری ژیسکار دستن را شکست دهد و مدت ۱۴ سال در کاخ الیزه حکومت نمود.
میتران معروف به «اغواگر بزرگ سیاست فرانسه» بود.

## زندگی شخصی
میتران در سال ۱۹۴۴ با همسرش دانیل میتران (با نام اصلی دنیل گوزِ) ازدواج کرد. حاصل این ازدواج ۳ فرزند پسر بود که یکی از پسرها در دو ماهگی درگذشت.
در سال ۱۹۶۲ میلادی که میتران ۴۶ سال داشت، در ساحل اوسه‌گور در جنوب غربی فرانسه با دختری به نام ان پنژو (متولد ۱۹۴۳) آشنا شد. این دختر ۲۷ سال از میتران کوچک‌تر بود. این دختر، فرزند یکی از خانواده‌های سرشناس کاتولیک اهل کلرمون-فران (از خویشاوندان صاحبان شرکت لاستیک‌سازی میشلن) بود. پدر آن دختر، دوست میتران بود. این آشنایی باعث پیدایش عشقی آتشین اما پنهان میان آن دو شد. آنها در ۱۹۷۴ صاحب دختری به نام مازارین شدند. به علت پنهانی بودن این روابط، میتران و ان پنژو مجبور بودند صحبت‌ها و ابراز احساسات خود را از طریق نامه به یکدیگر بیان کنند. در سال ۲۰۱۶ کتابی به نام «نامه‌های میتران به ان» منتشر شد که محتوای آن، متن بیش از ۱۲۰۰ نامه میتران از ۱۹۶۲ تا زمان مرگش در ۱۹۹۶ به ان بود. انتشار این کتاب دیدگاه افرادی که میتران را به عنوان فردی مغرور و بدبین می‌شناختند به چالش کشید.